# Anggun
Anggun Cipta Sasmi (născută pe 29 aprilie 1974) este o cântăreață de origine indoneziană cunoscută pentru hit-ul său "Snow on the Sahara". Televiziunea franceză France 3 a desemnat-o să reprezinte Franța la Eurovision 2012.

## Discografie

### Albumuri de studio în limba indoneziană
- Dunia Aku Punya (1986)
- Anak Putih Abu Abu (1991)
- Nocturno (1992)
- Anggun C. Sasmi... Lah!!! (1993)

### Albumuri de studio în limba engleză
- Snow on the Sahara (1997)
- Chrysalis (2000)
- Luminescence (2005)
- Elevation (2008)
- Echoes (2011)

### Albumuri de studio în limba franceză
- Au nom de la lune (1997)
- Désirs contraires (2000)
- Luminescence (2005)
- Élévation (2008)
- Échos (2011)